# Short Belfast
Pour les articles homonymes, voir Belfast (homonymie).
Dimensions
Le Short Belfast est un avion de transport militaire lourd. Il fut fabriqué par Short Brothers à 10 exemplaires pour la Royal Air Force.

## Histoire
La société Short Brothers, basée à Belfast, était associée au programme Bristol Britannia, et a assuré l'assemblage final d'une partie des Britannia produits. En 1959 la Royal Air Force émet une spécification (Air Staff Requierement 371) pour un avion de transport militaire à long rayon d'action, Short Brothers y répond avec un dérivé du Britannia sur lequel il avait déjà commencé à travailler, qui devait initialement s'appeler Britannic. Malgré ses qualités, l'avion a été victime de réductions budgétaires, et la RAF n'en a acheté que 10 exemplaires. Les efforts pour trouver des clients a l'export, et sur le marché civil, n'ont pas abouti. 
La Royal Air Force a cessé d'exploiter ces appareils à partir de 1976. Les Belfast ont cependant été proposés d'occasion sur le marché civil, et ont trouvé des utilisateurs pendant de nombreuses années, comme la compagnie Transmeridian Air Cargo.
L'un des avions, immatriculé XR371 et nommé Enceladus, est ensuite revenu à la base RAF de Cosford pour y être exposé.

## Caractéristiques
Le Short Belfast reprend nombre d'éléments du Britannia : la voilure, l'empennage, et une partie du train d'atterrissage. Cependant, son fuselage est totalement différent. Il est conçu selon le plan typique des avions-cargos militaires ; établi par le Lockheed C-130 Hercules et inchangé depuis : l'aile est en position haute, une rampe arrière permet le chargement et le déchargement sans nécessiter d'équipements de manutention au sol (les véhicules entrent et sortent par leurs propres moyens).
Le Belfast est sensiblement plus grand que le Hercules, sa section de fuselage était d'ailleurs la plus grande du monde pour un avion de transport militaire quand il a fait son premier vol en 1964. Short Brothers comptait initialement utiliser le turbopropulseur Bristol BE.25 Orion, de la classe 5000 chevaux. Cependant, le développement de l'Orion est abandonné en 1958. Le Belfast utilise alors le Rolls-Royce RB.109 Tyne. Ce turbopropulseur a aussi équipé le Canadair CL-44 (autre dérivé du Britannia), Le Breguet Atlantic (avion de patrouille maritime), le C-160 Transall et le Vickers Vanguard.
L'avion pouvait transporter 150 soldats équipés, deux hélicoptères Westland Wessex, ou même un char FV4201 Chieftain.

## Utilisateurs

### Militaire
Royaume-Uni
- Royal Air Force
  - No. 53 Squadron RAF (en)

### Civils
Les opérateurs civils n'ont utilisé ces appareils qu'après 1976, date de retrait du service de la Royal Air Force.
 Australie
- HeavyLift Cargo Airlines (en)[6]

 France
- Aéro Charter Darta

 Mexique
- Air One

 Royaume-Uni
- TAC HeavyLift
- Transmeridian Air Cargo (en)